# Palacio Municipal de San Luis Potosí
El Palacio Municipal de San Luis Potosí ubicado en la Plaza de Armas de la ciudad de San Luis Potosí, San Luis Potosí, México es la sede del Ayuntamiento de San Luis Potosí. El inmueble es catalogado como monumento histórico por el Instituto Nacional de Antropología e Historia (INAH) para su preservación.

## Historia
El sitio que actualmente ocupa el palacio era sede de las primeras casas reales de la ciudad. Esto seguía las disposiciones de las leyes de Indias, las cuales ordenaban la ubicación de los edificios más importantes frente a la Plaza de Armas.
Las antiguas casas reales eran un edificio sencillo de adobe de un solo nivel. Tenía su soportal cinco arcos frente a la plaza. La azotea tenía una tribuna para que los miembros del cabildo pudieran observar juegos de toros y había una cárcel en la parte posterior del edificio. Con la expulsión de los jesuitas de la Monarquía Hispánica de 1767. Esto causó una revuelta entre los habitantes de la ciudad. Lograron invadir las casas reales y destruirlas.
José de Gálvez y Gallardo llegó a la ciudad como parte de una expedición para aplastar las revueltas. Castigados los agitadores, Gálvez ordenó la construcción de las nuevas casas reales en la parte poniente de la plaza donde ahora se encuentra el Palacio de Gobierno. El solar de las antiguas casas reales sirvió como cuartel militar. En 1855 el ayuntamiento vendió el antiguo edificio. El nuevo dueño Antonio Rodríguez construyó el palacio actual, con el ayuntamiento aún usando algunas oficinas, el parte restante del palacio fue rentado para fines comerciales, desde entonces fue llamado el Parián.
En 1892 el obispo Ignacio Montes de Oca y Obregón compró el palacio para que sirviera como casa parroquial. Invirtió para que se terminara su construcción y lo embelleció. Durante la Revolución mexicana fue saqueado y se perdieron muchas de sus riquezas, incluyendo su biblioteca. En septiembre de 1915 el gobernador Gabriel Gavira Castro devolvió el palacio al ayuntamiento.
La parte norte del primer nivel del palacio alberga un centro cultural desde el 1 de julio de 2003.
En 2022 el presidente municipal Enrique Francisco Galindo Ceballos anunció que especialistas del estado, ayuntamiento y la Universidad Autónoma de San Luis Potosí se encargarían de restaurar el palacio. Los muros del palacio cuentan con varias fisuras.

## Arquitectura
Es un edificio de cantera rosa con dos niveles. En total tiene 16 arcos, siete en la fachada que da al jardín Hidalgo y nueve que dan a la calle de los Bravo. Su entresuelo permite que tenga arcos tan altos. Desde el zaguán se puede observar el patio que tiene una escalera al fondo que se bifurca en la primera parte. Cada rampa tiene mosaicos que son copias de las que hay en Pompeya. El descanso de la escalera cuenta con una ventana con el escudo de San Luis Potosí. El salón de cabildos ocupa la mayor parte del edificio que da a la Plaza de Armas. El palacio cuenta con pinturas del pintor italiano Erulo Eroli que tratan sobre temas mitológicos y cristianos.